# Amidoamine

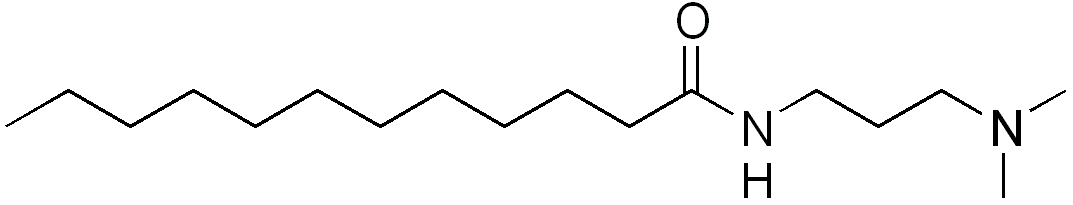
Lauramidopropyldimethylamine, một amidoamine được sử dụng để điều chế CAPB

Amidoamine là một loại hợp chất hóa học được hình thành từ các axit béo và diamin. Chúng được sử dụng làm chất trung gian trong quá trình tổng hợp các chất hoạt động bề mặt, chẳng hạn như cocamidopropyl betaine (CAPB), một số được sử dụng trong các sản phẩm chăm sóc cá nhân bao gồm xà phòng, dầu gội đầu và mỹ phẩm. Amidoamine cũng có thể đóng vai trò là chất đóng rắn cho nhựa epoxy.
Các nghiên cứu thử nghiệm miếng đắp đã kết luận rằng hầu hết các phản ứng dị ứng rõ ràng với các sản phẩm có chứa CAPB có nhiều khả năng là do amidoamine hơn là do chính CAPB.